# Blidworth
Blidworth is een civil parish in het bestuurlijke gebied Newark and Sherwood, in het Engelse graafschap Nottinghamshire met 4457 inwoners.
De plaats speelt een voorname rol in de Robin Hood-legendes, zo zou Maid Marion hier geboren zijn en ligt hier Will Scarlet begraven op de begraafplaats van St.Mary's Church.
1. ↑  Gearchiveerde kopie. Gearchiveerd op 18 december 2014. Geraadpleegd op 29 juni 2015.